# Johannes de Crivellis
Johannes de Crivellis (* im letzten Drittel des 14. Jahrhunderts in Mailand; † 28. Juli 1432 in Rom) war ein italienischer Kleriker, der als Skriptor und Abbreviator an der römischen Kurie wirkte und außerdem als Autor tätig war.
Johannes stammte aus einer weitverzweigten Adelsfamilie Crivelli, die in Mailand zu den einflussreichsten gehörte. Aus ihr waren im Hochmittelalter zwei Päpste hervorgegangen: Urban III. und sein Neffe Cölestin IV. Sie stellte auch in der Folgezeit zahlreiche Prälaten.

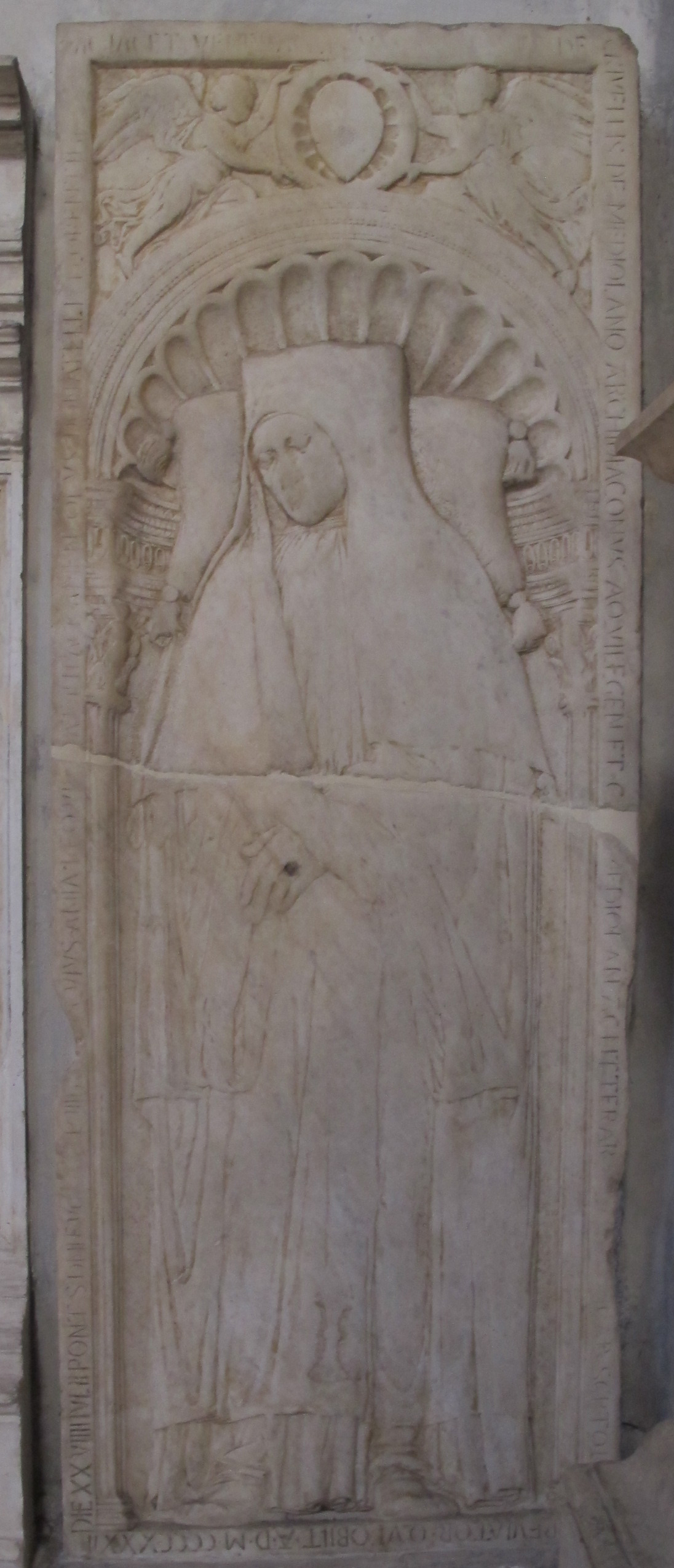
Die von Donatello geschaffene Grabplatte in Santa Maria in Aracoeli in Rom

Johannes de Crivellis kam unter Bonifaz IX. (1389–1404) an die römische Kurie. Er begann als einer der vier Notare seines Onkels Branda di Castiglione, des späteren Kardinals, der seit 1392 Richter an der Rota Romana war. Crivelli muss kurz darauf das Amt des scriptor litterarum apostolicarum erworben haben, denn 1407, in einer Urkunde Gregors XII. (1404–1417), tritt er uns bereits als Taxator (Computator) entgegen. Das war eine Vertrauensstellung, die das Kolleg der Kanzleischreiber nur erfahrenen Kollegen übertrug.  Er (wie sein Onkel) folgte dann (dem in Pisa erhobenen Papst) Johannes XXIII. (1410–1415) nach Konstanz zum Konzil, denn die nächsten Belege – wiederum als Computator – stammen von dort. Unter Martin V. (1417–1431) und Eugen IV. (1431–1447) ist Crivelli dann bis zu seinem Tod ununterbrochen als Kanzleischreiber belegt. Wichtiger aber als diese angesehene und lukrative Position war seine in der Grabinschrift korrekt an zweiter Stelle genannte Stellung als Abbreviator. Wann er zu dem illustren Kreis der abbreviatores de parco maiori kooptiert wurde, dem er in seinen letzten Lebensjahren angehörte, wissen wir noch nicht. Offenbar ist er zuletzt auch noch zum apostolischen Protonotar ernannt worden, ein besonders ehrenvolles Amt. Doch kann das nicht mehr rechtzeitig vor seinem Tod abgeschlossen gewesen sein, sonst stünde dieser Titel in der Grabinschrift. So haben wir nur einen Entwurf zu einem Brief, in dem ihm ein weiterer Verwandter, der Rotarichter Franciscus Crivelli,  gratuliert.
Giovanni Crivelli war auch schriftstellerisch tätig. Von ihm sind überliefert: ein Compendium historiae Romanae, das er 1425 Martin V. widmete. Diese Weltchronik von Aeneas bis zum römisch-deutschen König Sigismund ist in fünf Handschriften überliefert, die sich heute in der Newberry Library, der Biblioteca Marciana, der Vatikanischen Bibliothek, der Biblioteca del Seminario in Padua und der Universitätsbibliothek Olmütz befinden. Außerdem sind von Crivelli Gedichte überliefert.
Crivelli war Kleriker, der wie damals üblich zu seinem standesgemäßen Unterhalt Pfründen sammelte, möglichst hochrangige und einträgliche. Von diesen sind als höchste in seiner Grabinschrift der Archidiakonat von Aquileja und der Domkanonikat von Mailand genannt. Doch hatte Crivelli zum Zeitpunkt seines Todes am 28. Juli 1432 auch noch eine Domherrnstelle in Aquileja, eine Stiftsherrnstelle in Cividale, die Sakristanstelle am Dom von Concordia sowie eine Pfarrei in Artinea in der Diözese Aquileja inne. Das waren sicher nicht alle. Von den genannten Pfründen, die durch seinen Tod frei wurden, erfahren wir deshalb, weil sich Bewerber um diese meldeten. Sie führen auch die Tatsache an, dass Crivelli an der Kurie gestorben ist. Diese befand sich im Juli 1432 in Rom. Er wurde in Santa Maria in Aracoeli, einer bei den Kurialen beliebten Bettelordenskirche der Minoriten, bestattet. Sein Grabmal schuf Donatello.

Die Grabinschrift lautet (aufgelöst): 

„Hic jacet venerabilis d(omi)nus Joh(ann)es de Crivellis de Mediolano, archidiaconus Aquilegen(sis) et c(anonicus) Mediolanen(sis) ac literar(um) Apostolicarum scriptor et abbreviator, qui obiit A(nno) D(omini) MCCCCXXXII die XXVIII julii pont(ificatus) s(anctissimi) d(omini) Eugenii p(a)p(e) iiii. A(nno) II. Cujus ani(m)a requiescat in pace. amen. opus Donatelli florentini.“